# Odporność higieniczna na warrozę
Wrażliwość higieniczna na warrozę (VSH, ang. Varroa Sensitive Hygiene) jest cechą zachowania pszczoły miodnej (Apis mellifera) która pozwala wykryć i usunąć z komórki larwę zaatakowaną przez roztocza warrozy, Varroa destructor. Warroza jest uważana za najbardziej rozpowszechniony i najniebezpieczniejszy pasożyt pszczoły miodnej na świecie. Poziom VSH powoduje bardzo ważną odporność na roztocza.

## Rozwój
Pszczoły z cechą VSH pierwotnie zostały wyhodowane przez USDA Honey Bee Breeding, Genetics an Psychology Laboratory w Baton Rouge w Los Angeles, w Stanach Zjednoczonych, z kolonii pszczół gdzie populacja roztoczy rozwijała się wolno.
Czynnik powodujący powolny rozwój roztoczy został określony jako dziedziczny Odkryto, że poziom rozwoju populacji roztoczy jest powiązany z poziomem reproduktywności roztoczy, co zostało sformułowane jako SMR (ang. suppressed mite reproduction). Ze względu na to, że odkryto powiązanie SMR z aktywnością higieniczną dorosłych pszczół nazwa SMR została zastąpiona nazwą VSH.
Aktywność VSH powoduje wyjątkowo niską liczbę roztoczy zajmującą się rozmnażaniem, która później pozostaje w zasklepionym czerwiu, oraz zmniejszenie o ponad 70% liczby zaatakowanych komórek czerwiowych. W chwili obecnej nie wiadomo w jaki sposób pszczoły wykrywają zaatakowane komórki.

## Krzyżowanie pszczół
Hodowla pszczół z wysokim poziomem higieny VSH powoduje, że populacja roztoczy w kolonii znajduje się poniżej progu rekomendowanego do zastosowania środków przeciw warrozie. Matki pszczele z hodowli z wysokim poziomem higieny VSH mogą być swobodnie unasieniane przez trutnie bez VSH, co powoduje nieznacznie niższą, ale w dalszym ciągu wysoką odporność na warrozę i pozwala utrzymać pożądaną cechę jak produkcja miodu. Krzyżówki VSH z pszczołą włoską udowadniają bardzo wysoki poziom zapylania roślin. VSH jest więc cechą która może być używana przez hodowców do krzyżowania różnych ras i linii pszczół w celu zwiększania ich odporności na warrozę. Materiał VSH jest dostępny poprzez komercyjne źródła od 2001 roku.